# Навлицкая, Галина Брониславовна
Галина Брониславовна Навлицкая (28 августа 1928 года, Красноуфимск, Уральская область — 2021 год) — советский российский историк-японист, доктор исторических наук, заслуженный профессор Московского государственного университета имени М. В. Ломоносова.

## Биография
Галина Брониславовна Навлицкая родилась 28 августа 1928 года в городе Красноуфимск Свердловской области. В 1945 году поступила на исторический факультет Московского государственного университета имени М. В. Ломоносова. После окончания университета поступила в аспирантуру. В 1954 году была защищена кандидатская диссертация на тему «Япония на Вашингтонской конференции 1921—1922 гг.». В 1954—1955 годах преподавала на историческом факультете МГУ. С 1956 года стала сотрудником вновь образованного Института восточных языков при МГУ (ныне — Институт стран Азии и Африки МГУ). С 1967 года — доцент.
В 1993 году в ИСАА МГУ защитила докторскую диссертацию на тему «Исторические этапы формирования и развития японского города». С 1994 г. была профессором кафедры истории стран Дальнего Востока и Юго-Восточной Азии, затем после основания в 2003 году кафедры истории и культуры Японии профессором-консультантом этой кафедры. Были разработаны лекционные курсы по истории Японии, спецкурс «Архитектура и строительство в древней средневековой Японии».
В 2008 году было присвоено звание заслуженного профессора МГУ.

## Научная деятельность
Основной круг научных интересов связан с историей формирования и развития японского города, этим проблемам посвящена докторская диссертация и ряд монографических исследований об отдельных японских городах. В книге «Бамбуковый город» (1975) автор рассматривает архитектуру японских городов, общие проблемы урбанизации, быт городского населения и особенностям развития городов современной Японии. Научно-популярные работы «Нагасаки» и «Осака» построены по единой схеме — история формирования и развития города, характеристика его хозяйства и культуры, описание современного облика, достопримечательностей, жизни горожан.
Путевые заметки «По Японии» (1965) содержат впечатления автора от путешествия по Японии, с севера на юг страны, а также очерки японской истории и культуры.
Начиная с 80-х годов, Г. Б. Навлицкая принимает активное участие в написании коллективных монографий и учебных пособий.

## Основные работы
- Социалистические кружки в Японии в 1920—1922 гг. // Вопросы истории и литературы стран зарубежного Востока. — М., 1960. — С. 97-114.
- По Японии. — М.: Наука, 1965. — 200 с.
- Бамбуковый город. — М.: Наука, 1975. — 332 с.
- Нагасаки. — М.: Наука, 1979. — 240 с.
- Осака. — М.: Наука, 1983. — 287 с.
- Проблемы развития послевоенного японского города // Япония: культура и общество в эпоху НТР. — М., 1985. — С. 180—202.
- История Японии. — М.: Высшая школа, 1988. — 432 с. (в соавт. с Ю. Д. Кузнецовым и И. М. Сырицыным)
- Япония в XVII—XIX вв. // История стран Азии и Африки в Новое время. Ч. 1. — М., 1989. — С. 69-92[1].
- История Японии: учебное пособие. Т. 1. С древнейших времен до 1868 г. (в соавт. с Мещеряковым А. Н., Симоновой-Гудзенко Е. К., Грачёвым М. В., Лещенко Н. Ф., Чегодарь Н. И.). — М.: Изд-во Института Востоковедения РАН, 1998. — 659 с. ISBN 5-89282-107-2
- Синто — путь японских богов. Т.1. Очерки по истории синто (разделы: «Ранний ритуал» и «Ками и космогония»). — СПб.: Гиперион, 2002. — 704 с. ISBN 5-89332-057-3[5]